# ニトロン

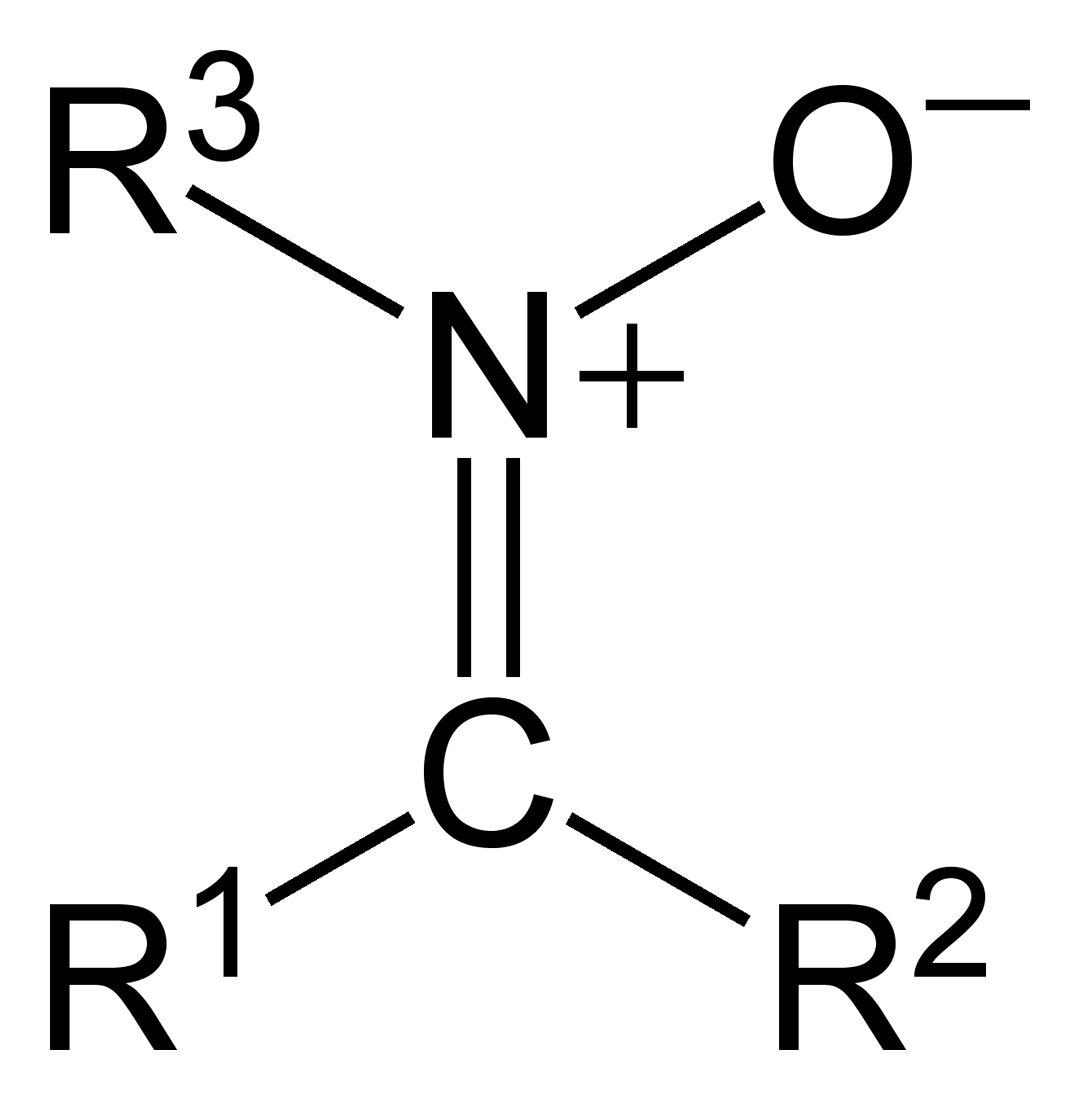
ニトロンの一般構造式

ニトロン (英: nitrone) とは、有機化学において次の共鳴構造式
{\displaystyle {\ce {RR'C=N+(-O^{-})R''<->{RR'C^{-}}-N+(=O)R''}}}
により表される官能基（ニトロン基）、またはニトロン基を含む化合物群のこと。ナイトロンとも呼ばれる。イミンから誘導されるN-オキシドにあたる。右図の R3 が水素の場合、速やかにオキシムへと互変異性化する。
ニトロンは 1,3-双極子付加反応の基質として、不飽和化合物と[3+2]-環化付加反応を起こす。例えば、アルケンに 1,3-付加してイソオキサゾリジン環を与える。この反応には不斉反応も知られる。

1972年に衣笠と橋本は、ニトロンが銅(I)アセチリドと環化付加していったんジヒドロイソオキサゾール環を生成した後、転位反応により β-ラクタムへと変わる反応を報告した。このように銅化合物を媒介としたニトロンと末端アセチレンの付加環化から始まる β-ラクタムの合成法は衣笠反応 (Kinugasa reaction) と呼ばれている。
衣笠反応の応用例を示す。
この反応の最初の段階は、系中で発生した銅アセチリドとニトロンとの分子内付加環化で、続く転位反応により生成物が得られる。